# چلفورد
چلفورد (به انگلیسی: Chalford) یک روستا و محله مدنی در بریتانیا است که در Stroud District واقع شده‌است. چلفورد ۶٬۲۱۵ نفر جمعیت دارد.